# Habib Iddrisu
 (juin 2023).
Habib Iddrisu est un homme politique ghanéen membre du Nouveau parti patriotique (NPP),,. Il est le député élu de la circonscription de Tolon dans la région nord du Ghana,.

## Biographie

### Carrière professionnelle
Iddrisu occupe actuellement le poste de secrétaire exécutif adjoint de l'Autorité des zones franches du Ghana, avec une responsabilité spécifique pour l'enclave de Tema,,.

### Carrière politique
Aux élections législatives de 2016, Iddrisu s'est présenté comme candidat dans la circonscription de Sagnarigu, où il a été en compétition avec le député sortant Alhassan Bashir Fuseini du NDC. Malheureusement, il a perdu l'élection en obtenant 7 888 voix, ce qui représente 20,7 % du total des suffrages exprimés, tandis que Fuseini a remporté la victoire avec 26 898 voix, représentant 70,7 % des suffrages exprimés,.
Avant les élections de 2020, Iddrisu a décidé de se présenter comme candidat parlementaire aux primaires du NPP, cette fois-ci dans la circonscription de Tolon. En juin 2020, Il a remporté les primaires de la circonscription de Tolon en battant le député sortant Wahab Wumbei Suhuyini, qui avait occupé le poste de député pendant deux mandats et était membre du Parlement depuis janvier 2013,,. Il a gagné en obtenant 338 voix tandis que le titulaire avait 164 voix et le reste des trois candidats avait un total de 32 voix.
Iddrisu a été élu député de Tolon lors des élections législatives de décembre 2020. Il a été déclaré vainqueur des élections législatives après avoir obtenu 31 429 voix représentant 58,37 % contre son plus proche concurrent Yussif Adam du Congrès national démocrate qui avait 22 145 voix représentant 41,13 %.